# Gud er ikke død 2
 Gud er ikke død 2 er en amerikansk kristen dramafilm fra 2016 instrueret af Harold Cronk. 

## Medvirkende
- Melissa Joan Hart som Grace Wesley
- Jesse Metcalfe som Tom Endler
- David A. R. White som Ærværdighed David Hill
- Hayley Orrantia som Brooke Thawley
- Sadie Robertson som Marlene
- Ernie Hudson som dommer Robert Stennis
- Pat Boone som Walter Wesley
- Fred Dalton Thompson som Senior Pastor
- Robin Givens som Miss Kinney
- Carey Scott som Richard Thawley
- Maria Canals-Barrera som Catherine Thawley
- Benjamin Onyango som Reverend Jude
- Ray Wise som Pete Kane
- Paul Kwo som Martin Yip
- Jon Lindstrom som Superintendent Jim Powell
- Eamonn McCrystal som Simon Boyle
- Abigail Duhon som Jessica
- Trisha LaFache som Amy Ryan